# Josep Maria Rañé
Josep Maria Rañé Blasco (Barcelona, 1954) es un sindicalista y político catalán, nombrado consejero de Trabajo e Industria de la Generalidad de Cataluña entre 2003 y 2006, y presidente del Consejo de Trabajo, Económico y Social de Cataluña entre 2008 y 2014.

## Biografía
Nacido el 15 de junio de 1954 en Barcelona, cursó estudios de ingeniería industrial superior. Es miembro de la Fundación Josep Comaposada y de la Fundación Utopía, centro Joan N. García-Nieto de estudios sociales del Bajo Llobregat. Afiliado a la Unión General de Trabajadores (UGT) desde 1976, ha sido secretario general (1978-1979) de la Unión Local de San Feliú de Llobregat, secretario de política sindical (1979-1981), secretario general (1981-1990) de la Unión Comarcal del Bajo Llobregat, secretario de política institucional del Secretariado Nacional de la UGT de Cataluña (1990-1997) y Defensor de los afiliados y afiliadas de la UGT (1997-2001).

## Actividad política
Militante del Partido de los Socialistas de Cataluña (PSC) desde 1984, ha sido miembro de la Ejecutiva del Bajo Llobregat y responsable de la secretaría de Política Social de la Ejecutiva Nacional. Concejal de Juventud y Trabajo del Ayuntamiento de San Justo Desvern (1983-1984), posteriormente fue concejal del Ayuntamiento de San Feliú de Llobregat en los períodos 1999-2003 y 2007-2008; en este segundo mandato fue segundo teniente de alcalde y portavoz del Grupo Municipal Socialista y regidor delegado de Hacienda, Servicios Generales y Seguridad Ciudadana. 
Fue miembro de la Comisión Ejecutiva del Consejo de Trabajo, del Consejo General del Instituto Catalán de la Salud, del Consejo Catalán de la Salud y del Consejo de Dirección del Servicio Catalán de la Salud, del Plenario del Instituto de Estudios Laborales de la Universidad de Barcelona, del Consejo Económico y Social del Ayuntamiento de Barcelona y del Consejo General del Instituto Nacional de la Seguridad Social (INSS). 
Diputado de la III, la IV, la V, la VI y la VII legislaturas (1988- 2003 y 2007-2008) y portavoz socialista de los temas de Trabajo e Industria, miembro de las comisiones parlamentarias de Industria, Energía, Comercio y Turismo, Política Social, Sindicatura de Cuentas y Comisión Permanente de Legislatura sobre el Proceso de Equiparación Mujer-Hombre.
El 20 de diciembre de 2003 fue nombrado consejero de Trabajo e Industria en el gobierno de la Generalidad presidido por Pasqual Maragall. El 20 de abril de 2006, a raíz de la remodelación de gobierno impulsada por el presidente Maragall fue destituido del cargo y sustituido por Jordi Valls i Riera hasta el final de la legislatura.
El 5 de junio de 2008 fue nombrado presidente del Consejo de Trabajo, Económico y Social de Cataluña, cargo que ocupó hasta el 29 de mayo de 2014.